# José Carlos Herrera
José Carlos Herrera (Monterrey, 5 februari 1986) is een Mexicaans sprinter. Hij nam tweemaal deel aan de Olympische Zomerspelen, maar bleef hierbij medailleloos.

## Biografie
In 2012 nam Herrera een eerste maal deel aan de Olympische Zomerspelen. In de reeksen van de 200 meter eindigde Herrera zevende waarmee hij zich niet kon kwalificeren voor de halve finale. Ook in 2016 nam Herrera deel aan de Olympische Spelen in Rio de Janeiro. Hij kwam opnieuw uit op de 200 m. Herrera kon zich dit keer wel plaatsen voor de halve finale. In deze halve finale eindigde Herrera op de achtste plaats waarmee hij zich niet kon kwalificeren voor de finale.

## Persoonlijke records
Outdoor
| Onderdeel | Prestatie | Datum            | Plaats    |
| --------- | --------- | ---------------- | --------- |
| 100 m     | 10,21     | 29 augustus 2014 | Xalapa    |
| 200 m     | 20,17     | 16 april 2016    | Norwalk   |
| 300 m     | 32,40     | 16 juli 2014     | Luik      |
| 400 m     | 46,18     | 12 maart 2010    | Monterrey |

Indoor
| Onderdeel | Prestatie | Datum            | Plaats      |
| --------- | --------- | ---------------- | ----------- |
| 200 m     | 20,81     | 24 januari 2014  | Albuquerque |
| 400 m     | 47,04     | 15 februari 2014 | Albuquerque |

## Palmares

### 200 m
- 2012: 7e Ibero-Amerikaanse kampioenschappen - 21,09 s
- 2012: 7e in serie OS - 21,17 s
- 2014:  Centraal-Amerikaanse en Caraïbische spelen - 20,63 s
- 2016: 8e in ½ fin. OS - 20,48 s

### 400 m
- 2010: 8e Ibero-Amerikaanse kampioenschappen - 47,16 s

### 4x100 m
- 2014: 6e Centraal-Amerikaanse en Caraïbische spelen - 40,21 s